# 柱香菌属
柱香菌属（学名：Ephelis）是麦角菌科下的一个属。

## 下属物种
本属包括以下物种：
- Ephelis caricina Syd. & P.Syd.
- 日本柱香菌 Ephelis japonica Henn.
- 墨西哥柱香菌 Ephelis mexicana Fr.
- 稻柱香菌 Ephelis oryzae H.Syd.
- Ephelis tripsaci (D.Mulder & Arx) Hern.-Restr. & Crous